# 大同神学院
大同神学院是民国时期位于山西大同的一所宗教学校。

## 历史沿革
- 1922年，天主教热河教区、西湾子教区、绥远教区、宁夏教区、大同教区共同决定在大同开设神哲学院，培养神职人员。当年选定大同城北门外的卧虎湾作为校址，开工建设校舍。
- 1924年，校舍完工，正式开学。比利时神父汤若望担任院长。设有哲学班（学制3年）和神学班（学制4年）。授课和考试使用拉丁文。修士进入本院后，先送入哲学班，哲学班毕业后进入神学班。神学班毕业后即可成为神父。[1]
- 1930年，由于学生人数增多，原有校舍难以容纳，学院决定在呼和浩特另建校区。
- 1936年，新校区完工，哲学班迁往呼和浩特，神学班仍然留在大同。哲学班和神学班分别改称哲学院和神学院。
- 1943年，比利时籍院长以及任教于本院的比利时籍教授被侵华日军逮捕，后关押在山东。中国神父任玉如接任院长，另请中国神父担任教授。
- 1945年日本投降后，比利时籍神父回校任教。
- 1946年，由于大同校區成为国共内战的战场，学院被航空炸弹击中起火。[2]此后迁往呼和浩特校區，将神学院与哲学院重新合并，更名为归绥神哲学院。自创办到迁往呼和浩特，本院共有200余人修业期满祝圣为神父。[3]
- 1953年，学院将大同旧校址售予铁路部门。文革期间学院停办，后于1985年复校。[4]现名内蒙古天主教神哲学院。[5]但2007年后因生源过少而处于事实上的停办状态。[6]

## 轶事
根据文献记载，大同神学院图书馆曾保存有一部公元6世纪的牛皮手抄本圣经，十分珍贵。可惜于1946年毁于战火。